# Ljiljana Blagojević
Ljiljana Blagojević (en serbio: Љиљана Благојевић; 5 de noviembre de 1955, Belgrado, Yugoslavia) es una actriz serbia de cine, teatro y televisión. Apareció en numerosas películas yugoslavas, entre ellas ¿Te acuerdas de Dolly Bell? (1981), cuyo personaje da nombre a la película, la primera dirigida por Emir Kusturica. Posteriormente, Blagojević destacó, principalmente, en el mundo del teatro serbio. En 2012 fue condecorada con el premio Žanka Stokić, galardón que se entrega a las más destacadas actrices del teatro en Serbia.

## Carrera profesional
Ljiljana Blagojević debutó en la interpretación en pequeños papeles como la película Čudo (1971) o la serie de televisión Salaš u Malom Ritu (1975), protagonizada por Slavko Štimac, con quien posteriormente compartió cartel, con un papel más protagonista, en la película ¿Te acuerdas de Dolly Bell? en 1981, el primer largometraje de Emir Kusturica como director.

## Vida personal
Blagojević está casada con el dramaturgo Siniša Kovačević, con quien tuvo una hija, Kalina Kovačević, también actriz. 